# 今晚80后脱口秀
《今晚80后脱口秀》是由上海东方卫视推出的一档脱口秀节目，2012年5月13日起每周四22:45播出。2017年9月14日停播。该节目的开场单口喜剧部分的影响力是之后在中国大陆把“脱口秀”（英语谈话节目的音译）误认为是单口喜剧的原因。

## 播出时间
| 頻道     | 地区     | 日期                         | 时间        |
| 东方卫视 | 中国大陆 | 2012年5月13日到2017年9月14日 | 每周四22:45 |

## 节目内容
节目以脱口秀的形式，即访谈节目，每期一个话题，每期一个嘉宾，结合时事表达年轻人的生活态度和思想。和欧美的很多脱口秀一样，该节目通常用单口喜剧开始，之后才是访谈。由于此节目的影响，很多中国大陆的观众认为开场的单口喜剧部分是节目的标题“脱口秀”，以至于之后在中国大陆“脱口秀”这个外来词汇成了单口喜剧的代名词，而非访谈节目的代名词。

## 创作团队
主持人王自健，写手团队有蛋蛋（李诞）、赖宝、王建国等人。

## 往期嘉宾
北京相声第二班、陈学东、hold住姐（谢依霖）、张杰、延参法师、汪东城、毛阿敏、韩国组合Miss A、徐峥、杰森·玛耶兹、陈楚生、尚雯婕、韩国组合2PM成员尼坤等。